# Frederick Ronald Gómez
Frederick Ronald Gómez (Oranjestad, Aruba, 25 de octubre de 1984), conocido como Ronald Gómez o simplemente Ronald, es un exfutbolista de Aruba que juega en la posición de delantero y defensa, quien jugó en el RCA de la Primera División de Aruba.

## Carrera

### Club
| Periodo   | Club |
| --------- | ---- |
| 2005-2023 | RCA  |

### Selección nacional
Debutó con Aruba en 2002 y su primer gol fue en la victoria por 4-2 ante Santa Lucía en Oranjestad, Aruba en la clasificación de Concacaf para la Copa Mundial de Fútbol de 2014. Actualmente es el golador histórico de la selección nacional.

## Logros
- Primera División de Aruba: 7

2007–08, 2010–11, 2011–12, 2014–15, 2015–16, 2018–19, 2022-23
- Torneo Copa Betico Croes: 3

2011-12, 2015-16, 2021-22